# Beniamino Cesi
Beniamino Cesi   (Nàpols, 6 de novembre de 1845 - Nàpols, 19 de gener de 1907) fou un compositor italià.
Va ser deixeble de Sigismund Thalberg i Saverio Mercadante. Va recórrer les principals ciutats de Europa i Amèrica com a concertista, fins que al 1886 va acceptar el lloc de professor de piano del Conservatori de San Pietro a Maiella a la seva ciutat natal, on va tenir entre altres alumnes al calabrès Alessandro Longo. En 1887 va deixar aquest conservatori per a anar amb el mateix càrrec al Conservatori de Sant Petersburg.
Va publicar diverses obres de música de cambra i per a piano, i va deixar inèdita l'opera Victor Pisani.